# Star Wars: Dobrodružství mladých Jediů
Star Wars: Dobrodružství mladých Jediů (v anglickém originále Star Wars: Young Jedi Adventures) je americký animovaný seriál vytvořený pro streamovací službu Disney+ a televizní síť Disney Junior. Je součástí mediální franšízy Star Wars a sleduje skupinu Jediských ratolestí (děti, které jsou v učení Jediů, ale ještě nedostali svého vlastního mistra a hodnost padawana), kteří se učí stát rytíři Jedi v době Vrcholné republiky, několik století před hlavními filmy Star Wars. Seriál produkuje společnost Lucasfilm Animation, showrunnerem je Michael Olson a režisérem Elliot Bour. Jedná se o první plnohodnotný animovaný seriál Star Wars určený především dětským divákům.
V seriálu hrají Jamaal Avery Jr., Emma Berman, Juliet Donenfeld, Dee Bradley Baker, Jonathan Lipow a Piotr Michael. Byl oznámen v květnu 2022, přičemž Olson a Bour se k projektu již připojili. Obsazení bylo odhaleno v únoru 2023. Před premiérou seriálu bylo na YouTube zveřejněno šest krátkých filmů, které byly předtím dostupné také na Disney+.
Premiéra seriálu Star Wars: Dobrodružství mladých Jediů proběhla 4. května 2023 na Disney+. První řada skončila 14. února 2024 a měla 25 dílů. Druhá řada je vysílána od 14. srpna 2024. 

## Premisa
Seriál Star Wars: Dobrodružství mladých Jediů se odehrává v období Vrcholné republiky, několik století před událostmi hlavních filmů Star Wars, a sleduje skupinu mladých Jediů, kteří se učí způsobům Síly, včetně soucitu, sebekázně, týmové práce a trpělivosti, aby se stali rytíři Jedi.

## Postavy a obsazení

### Hlavní role
- Jamaal Avery  Jr. (v českém znění Mikuláš Čížek[5]) jako Kai Brightstar, jediská ratolest, lidský chlapec který doufá, že půjde ve stopách mistra Jedi Yody a stane se rytířem Jedi[6]
- Emma Berman  (v českém znění Barbora Mašlová [5]) jako Nash Durango, lidská pilotka, která se přátelí s Kaiem a ostatními jediskými ratolestmi a společně s nimi se vydává za dobrodružstvím[6][7]
- Juliet Donenfeld  (v českém znění Olivie Coco Rafajová [5]) jako Lys Solay, jediská ratolest, pantoranská dívka[7]
- Dee Bradley Baker   jako Nubs, jediská ratolest, z druhu Pooba[7]
- Jonathan Lipow  (v českém znění Filip Švarc [5]) jako RJ-83, droidí přítel jediských ratolestí.[7] Také propůjčil hlas postavě Drahric (v českém znění Ludvík Král [5]).
- Piotr Michael  (v českém znění Bohuslav Kalva[5]) jako Yoda, mistr Jedi[7]
- Nasim Pedrad  (v českém znění Lucie Kušnírová [5]) jako Zia Zaldor Zanna, lidská mistryně Jedi, která učí jedijské ratolesti studující na planetě Tenoo.
- Trey Diaz Murphy   (v českém znění Samuel Budiman [5]) jako Taborr Val Dorn (princ Cyrus Vuundir), vesmírný pirát.

### Vedlejší role
- Eric Bauza (v českém znění Filip Švarc[5]) jako EB-3, droid
- Sahron Muthu (v českém znění Martina Kechnerová[5]) jako Varna
- Grey Delisle (v českém znění Martina Kechnerová[5]) jako Muxa
- Laine Kazan (v českém znění Martina Kechnerová (díly 3, 7, 10-11)/Tereza Martinková (díl 17)[5]) jako Weebo
- Cree Summer (v českém znění Tereza Martinková[5]) jako Marlaa
- Taran Killam (v českém znění Petr Neskusil[5]) jako Hap
- Jonathan Lipow (v českém znění Petr Neskusil[5]) jako RC-99, droid
- Michael Sinterniklaas (v českém znění Jindřich Žampa[5]) jako OG-LC, droid
- Liam James Ramos (v českém znění Kristian Páca[5]) jako Gumar
- Julian Edwards (v českém znění Nico Klimek[5]) jako Jam
- Haley Joel Osment (v českém znění Jakub Saic[5]) jako Raxlo
- Big Llou Johnson (v českém znění Jakub Saic[5]) jako Faraz
- Noshir Dalal (v českém znění Jakub Saic[5]) jako Mycho Zala
- Jonathan Lipow (v českém znění Jakub Saic[5]) jako Dee
- Taran Killam (v českém znění Jakub Saic[5]) jako Speeds
- Gary Anthony Williams (v českém znění Libor Terš[5]) jako Zepher
- Tig Notaro (v českém znění Eliška Jirotková[5]) jako Ace a také jako Ayva
- John DiMaggio (v českém znění Zbyšek Horák[5]) jako Ansen
- Danielle Guilbot (v českém znění Mira Štěpánová[5]) jako Raena
- Valeria Rodriguez (v českém znění Mira Štěpánová[5]) jako Djovi
- Lena Josephine Marano (v českém znění Mira Štěpánová[5]) jako Fiorna
- Debra Wilson (v českém znění Zuzana Novotná[5]) jako Braygh
- Ry Chase (v českém znění Anna Novotná[5]) jako Metz
- Sam Jay (v českém znění Antonie Rašilová[5]) jako Slaygh
- Sydney Thomas (v českém znění Silvie Matičková[5]) jako Inaya
- Bob Bergen (v českém znění Ludvík Král[5]) jako PD-4, droid
- Kyle Maclachlan (v českém znění Ludvík Král[5]) jako Draiven
- Sarah Kramer (v českém znění Patricie Marková[5]) jako K-2PL, droid
- Grey Delisle (v českém znění Patricie Marková[5]) jako Sellaccc
- Della Saba (v českém znění Petra Hobzová[5]) jako slečna Varish a také jako Tada Yoh
- Tristan Chen (v českém znění Matěj Převrátil[5]) jako Ori
- Dave Fennoy (v českém znění David Voráček[5]) jako Ishbul
- Matthew Yang King (v českém znění David Voráček[5]) jako Loden Greatstorm
- Symera Jackson (v českém znění Nikola Heinzlová[5]) jako Seena
- Marcus Scribner (v českém znění Libor Bouček[5]) jako Bell

## Vysílání
| Řada   | Díly          | Premiéra na Disney+ | Premiéra na Disney+ |
| Řada   | Díly          | První díl           | Poslední díl        |
| ------ | ------------- | ------------------- | ------------------- |
| Shorts | 6             | 27. března 2023     | 24. dubna 2023      |
| 1      | 25            | 4. května 2023      | 14. února 2024      |
| Shorts | 6             | 2. srpna 2024       | 2. srpna 2024       |
| 2      | bude oznámeno | 14. srpna 2024      | bude oznámeno       |

## Produkce

### Vývoj
Star Wars: Young Jedi Adventures je první plnohodnotný animovaný seriál Star Wars určený dětským divákům a jejich rodinám. Byl oznámen na Star Wars Celebration v květnu 2022. Děj se odehrává v období Vrcholné republiky, tedy několik století před událostmi hlavních filmů Star Wars. Toto období již bylo zpracováváno prostřednictvím řady knih a komiksů. Seriál oznámili výkonný producent James Waugh, výkonný producent a showrunner Michael Olson, dohlížející režisér Elliot Bour a konzultant Lamont Magee. Výkonnými producenty jsou také Jacqui Lopez a Josh Rimes ze společnosti Lucasfilm. Waugh uvedl, že tvůrčí tým si je vědom toho, že pro některé děti by seriál mohl být prvním seznámením se Star Wars. Přestože chtěli, aby "postavy, tón a životní lekce" v jednotlivých epizodách byly zaměřeny na mladší publikum, chtěli také zůstat věrní očekáváním lidí, kteří znají Hvězdné války.

### Obsazení
Na veletrhu D23 Expo v září 2022 bylo oznámeno obsazení Jamaala Averyho Jr. do hlavních rolí Kai Brightstara a Emmy Bermanové do seriálu Nash Durango, v únoru 2023 bylo oznámeno obsazení Juliet Donenfeldové do role Lys Solay, Dee Bradleyho Bakera do role Nubs, Jonathana Lipowa do role RJ-83 a Piotra Michaela do role Yody.

### Hudba
Koncem července 2022 byl najat Matthew Margeson, aby pro seriál složil hudbu.

## Vydání
Star Wars: Dobrodružství mladých Jediů mělo premiéru na streamovací službě Disney+ a televizní síti Disney Junior 4. května 2023, v Den Star Wars. 8. dubna 2023 měly na Star Wars Celebration Europe premiéru první dvě epizody. 27. března 2023 měly na YouTube kanálu Disney Junior premiéru tři krátké animované filmy představující postavy seriálu, další tři byly zveřejněny 24. dubna, 26. dubna pak bylo všech šest dílů zveřejněno na Disney+.
Po šestidílných blocích byly vydány díly na Disney+ 2. srpna a 8. listopadu 2023, přičemž na Disney Junior byly vysílány v týdenních rozestupech. Posledních šest dílů bylo zveřejněno na Disney+ 14. února 2024. První řada sestává z celkem 25 dílů.